# Flota Winthrop

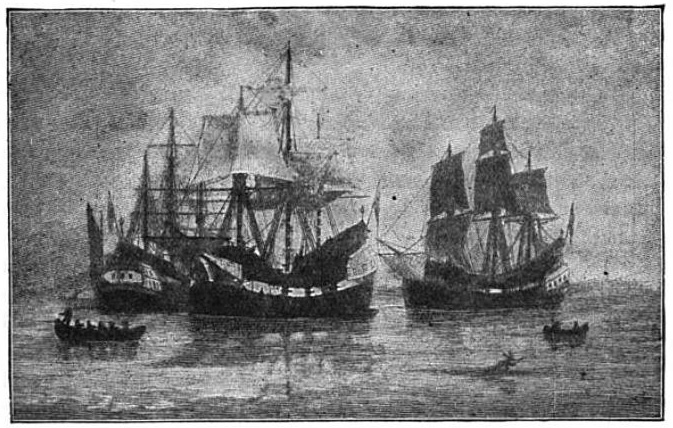
Llegada de la Colonia Winthrop, por William F. Halsall

La Flota Winthrop fue un grupo de 11 barcos liderados por John Winthrop que llevaba alrededor de 1000 puritanos, ganadería y provisiones de Inglaterra a Nueva Inglaterra en el verano de 1630, durante el período de la llamada "Gran Migración".

## Motivo
La población puritana en Inglaterra había estado creciendo durante varios años previos a este tiempo. Los Puritanos no estaban de acuerdo con las prácticas de la Iglesia de Inglaterra, cuyos rituales eran vistos como supersticiones. Asociado a un movimiento político intentado a lo largo de muchos años modificar la práctica religiosa en Inglaterra para ajustarse a sus puntos de vista. El rey James I quiso suprimir este creciente movimiento rebelde. Sin embargo, los Puritanos, finalmente, obtuvieron una mayoría en Parlamento. El hijo de James, Carlos I, entró en conflicto directo con el Parlamento, y los veían como una amenaza a su autoridad. Él, temporalmente disolvió el parlamento en 1626 y de nuevo el próximo año, antes de su permanente disolución en marzo de 1629. La imposición de un reinado personal por parte del rey dio a muchos puritanos una sensación de desesperanza con respecto a su futuro en ese país y muchos se prepararon para dejarlo permanentemente para la vida en Nueva Inglaterra.
Motivados por estos acontecimientos políticos, un rico grupo de líderes obtuvieron una Carta real en marzo de 1629 para una colonia en la Bahía de Massachusetts.
Una flota de cinco barcos habían salido un mes antes a Nueva Inglaterra, que incluyó aproximadamente 300 colonos, encabezados por Francis Higginson. Sin embargo, los líderes de la colonia y la mayor parte de los colonos se quedaron en Inglaterra, por el momento, para planificar más a fondo el éxito de la nueva colonia. Más tarde ese año, el grupo que permaneció en Inglaterra eligió a John Winthrop para ser el Gobernador de la Flota y de la Colonia. Durante el invierno que siguió, los líderes reclutaron a un gran grupo de familias puritanas, en representación de todo tipo de mano de obra calificada, para asegurar una colonia robusta.

## Viaje
El grupo inicial (Arbella y sus tres escoltas)
se apartaron de la Isla de Wight en Yarmouth, el 8 de abril, el resto le siguió en dos o tres semanas.
Setecientos hombres, mujeres y niños fueron distribuidos entre los barcos de la flota. El viaje en sí fue bastante tranquilo, la dirección y la velocidad del viento, siendo el tema principal en el diario de Winthrop, ya que afectó cuánto progreso se hacía cada día. Hubo un par de días de mal tiempo, y cada día era frío. Los niños estaban fríos y aburridos, y hay una descripción de un juego que se jugó con una cuerda que ayudó con ambos problemas. Muchos enfermaron durante el viaje.
La Flota Winthrop era una expedición bien planeada y financiada que formaron el núcleo de la Colonia de la Bahía de Massachusetts. Sin embargo, ellos no fueron los primeros pobladores de la zona. Existía un asentamiento en Salem que comenzó aproximadamente en el año 1626, poblada por unos pocos cientos de puritanos, la mayoría de los cuales habían llegado en 1629, y eran gobernados por John Endecott. Winthrop sustituyó a Endecott como Gobernador de la colonia a su llegada en el año 1630.
El flujo de puritanos de Nueva Inglaterra continuó durante otros diez años, durante un período conocido como la Gran Migración.

## Barcos
El diario de Winthrop nombra los once barcos que estaban en su flota:
- Arbella: buque insignia, designado "almirante"; nombrado así en honor de Lady Arbella, esposa de Isaac Johnson.
- Talbot: designado "vicealmirante". El hijo de John Winthrop, Henry Winthrop, y primer marido de Elizabeth Fones, navegó en este barco.[7]
- Ambrosio: designado 'contralmirante'.
- Joya: designado "capitán".
- Mayflower (barco diferente al Mayflower de los peregrinos)
- Whale.
- Success.
- Charles.
- William y Francis.
- Hopewell.
- Trial.

Otros seis barcos llegaron a la Bahía de Massachusetts en el año 1630, para un total de diecisiete barcos ese año.

## Pasajeros notables
Nueve hombres destacados solicitaron la carta para la Colonia de la Bahía de Massachusetts y vinieron a Nueva Inglaterra en la Flota de Winthrop.
- John Winthrop, gobernador, y tres de sus hijos, entre ellos dos menores y un adulto, Henry Winthrop
- Sir Richard Saltonstall, tres hijos y dos hijas
- Isaac Johnson y su esposa Lady Arabella hija de Thomas Clinton, 3er Conde de Lincoln.
- Charles Fiennes, hijo del Conde.
- Thomas Dudley, su esposa, dos hijos y cuatro hijas.
- William Coddington, primer Gobernador de Rhode Island, y su esposa.
- William Pynchon, su mujer y sus tres hijas.
- William Vassall, por el cual fue nombrado Vassalboro, Maine, y su esposa.
- John Revell, comerciante quien prestó el dinero de la Colonia Plymouth, y que fue elegido asistente de la Colonia de la Bahía de Massachusetts.
- Capitán Thomas Wiggin, primer Gobernador de Nuevo Hampshire.

Otros pasajeros de importancia histórica incluyen a (en orden alfabético):
- Robert Abell
- Stephen Bachiler, fundador de Hampton, New Hampshire.[10]
- Simon Bradstreet y su esposa Anne Bradstreet.
- Jehu Burr, tatarabuelo de Aaron Burr.
- Edward Convers.
- Thomas Mayhew.
- Allan Perley.
- Robert Seeley.
- Isaac Stearns.
- Capitán John Underhill.
- John Wilson, primer ministro de la Iglesia de Boston
- Capitán Edward Johnson (1598-1672), fue una figura destacada en la colonia de Massachusetts, y es uno de los fundadores de Woburn, Massachusetts.

Una lista completa de los pasajeros es mantenida por la Sociedad Winthrop, una organización hereditaria de descendientes de la Flota Winthrop y de los barcos de la Gran Migración que llegaron antes de 1634.